# Henri Bowane
 (août 2025).
La mise en forme du texte ne suit pas les recommandations de Wikipédia : il faut le « wikifier ».
Les points d'amélioration suivants sont les cas les plus fréquents :
- Les titres sont pré-formatés par le logiciel. Ils ne sont ni en capitales, ni en gras.
- Le texte ne doit pas être écrit en capitales (les noms de famille non plus), ni en gras, ni en italique, ni en « petit »…
- Le gras n'est utilisé que pour surligner le titre de l'article dans l'introduction, une seule fois.
- L'italique est rarement utilisé : mots en langue étrangère, titres d'œuvres, noms de bateaux, etc.
- Les citations ne sont pas en italique mais en corps de texte normal. Elles sont entourées par des guillemets français : « et ».
- Les listes à puces sont à éviter, des paragraphes rédigés étant largement préférés. Les tableaux sont à réserver à la présentation de données structurées (résultats, etc.).
- Les appels de note de bas de page (petits chiffres en exposant, introduits par l'outil «  Source ») sont à placer entre la fin de phrase et le point final[comme ça].
- Les liens internes (vers d'autres articles de Wikipédia) sont à choisir avec parcimonie. Créez des liens vers des articles approfondissant le sujet. Les termes génériques sans rapport avec le sujet sont à éviter, ainsi que les répétitions de liens vers un même terme.
- Les liens externes sont à placer uniquement dans une section « Liens externes », à la fin de l'article. Ces liens sont à choisir avec parcimonie suivant les règles définies. Si un lien sert de source à l'article, son insertion dans le texte est à faire par les notes de bas de page.
- La présentation des références doit suivre les conventions bibliographiques. Il est recommandé d'utiliser les modèles {{Ouvrage}}, {{Chapitre}}, {{Article}}, {{Lien web}} et/ou {{Bibliographie}}. Le mode d'édition visuel peut mettre en forme automatiquement les références.
- Insérer une infobox (cadre d'informations à droite) n'est pas obligatoire pour parachever la mise en page.

Pour une aide détaillée, merci de consulter Aide:Wikification.
Si vous pensez que ces points ont été résolus, vous pouvez retirer ce bandeau et améliorer la mise en forme d'un autre article.
Henri Bowane, né Henri Wa Mayani Bowane en 1926 à Coquilhatville (aujourd’hui Mbandaka) en République démocratique du Congo, et décédé en 1992 à Kinshasa, fut un pionnier de la rumba congolaise, acteur central du développement de ce style, mentor de Franco, créateur du groupe Ry‑Co Jazz, et l’un des premiers à initier l’approche moderne de la musique congolaise à travers ses innovations stylistiques et son rôle de producteur.

## Biographie
Il s’est imposé dans la scène musicale de Léopoldville à la fin des années 1940, à une époque où la musique de style cubain se mêlait aux styles lingala et pan-congolais. Guitariste, chanteur et chef d’orchestre, Bowane fut associé au chanteur-guitariste Wendo Kolosoy par le label Ngoma Records. Ngoma fut fondé par Nicolas Jéronimidis et son frère, des hommes d’affaires grecs installés à Léopoldville, en 1947. Ce fut l’une des premières maisons de disques congolaises à produire de la musique pour le marché africain.
Bowane était arrivé à « Leo » vers le milieu des années 1940, avait vu des groupes comme celui de Wendo puis était retourné dans sa ville natale pour fonder son propre grand orchestre, Victoria Coquilhatville. En 1947, il revient à Léopoldville où il gravit rapidement les échelons de la scène musicale. Bien que Bowane et Wendo fussent tous deux chanteurs et guitaristes, Jéronimidis reconnut leurs atouts respectifs : il confia le chant principal à Wendo et laissa Bowane s’exprimer dans de longues lignes de guitare en cascade. Ces longs ponts, issus des anciens styles folkloriques congolais, étaient appelés « sebene », en référence aux accords de septième prisés par les musiciens congolais. Le cri « Sebene ! » précédait souvent ces longs solos de guitare, popularisés pour la première fois par Bowane.

## Débuts et ascension dans la musique congolaise
Arrivé à Léopoldville (Kinshasa) vers 1946, Bowane fonde l’orchestre Victoria Coquilhatville, puis rejoint en 1947 le label Ngoma Records, fondé par les frères Jéronimidis
Bien que Wendo se soit déjà imposé parmi la première génération de musiciens congolais, le premier succès de Bowane avec Wendo fut également le premier grand tube du musicien plus établi. Le morceau, premier vrai succès international de la rumba congolaise, s’intitule « Marie-Louise », coécrit en 1948 par Wendo Kolosoy et Henri Bowane. Grâce à la publicité de Radio Congolia et à la controverse qui suivit la chanson (une joute entre Wendo et Henri autour de la poursuite d’une fille par Wendo, contrariée par la richesse de Henri, à forte connotation suggestive), le morceau devint un succès dans toute l’Afrique de l’Ouest. Mais ce succès attira aussi des ennuis : le morceau fut affublé de « pouvoirs sataniques » par les responsables religieux catholiques. À l’époque, on racontait même que si le morceau était joué à minuit, il pouvait faire revenir les morts à la vie. Le scandale força Wendo à quitter Kinshasa, conduisit à un bref emprisonnement par les autorités belges à Stanleyville et à son excommunication de l’Église catholique.La combinaison des paroles et chants africains avec les rythmes et l’instrumentation du son afro-cubain donna naissance à l’un des genres musicaux africains les plus populaires : la rumba congolaise. L’expérience de Wendo sur les ferry-boats contribua aussi à son succès en tant que premier artiste « national » du Congo, car il y apprit la musique des groupes ethniques le long du fleuve, chantant ensuite non seulement dans sa langue maternelle, le Kikongo, mais aussi en lingala et en swahili.

## Héritage et reconnaissance
Le succès de cette nouvelle musique reposa sur la florissante industrie radiophonique et du disque du Léopoldville colonial de la fin des années 1940, qui diffusait souvent la musique à travers des haut-parleurs installés dans les quartiers africains (la « Cité »). Quelques clubs africains — qui fermaient tôt à cause du couvre-feu de 21h30 pour les non-Européens  comme le Congo Bar, offraient des lieux de représentation, ainsi que des concerts occasionnels dans les clubs huppés du quartier européen (« La ville »). L’importation de disques européens et américains 78 tours dans les années 1930 et 1940 (dits « G.V. Series ») fit découvrir la musique cubaine, très appréciée aussi bien des Européens que des Africains. Un auteur a avancé que cette musique  sophistiquée, enracinée dans l’Afrique, non produite par des coloniaux blancs  séduisait particulièrement les Africains, et à fortiori les nouveaux citadins congolais.Les commerçants grecs et libanais, omniprésents dans l’Afrique francophone coloniale, furent parmi les premiers à importer du matériel d’enregistrement et de pressage de disques en Afrique tropicale. La société « Ngoma » de Jéronimidis fut l’une des premières et des plus prospères. Jéronimidis et les musiciens sillonnaient alors le Congo belge dans une camionnette Ngoma flamboyante, se produisant en concert et vendant des disques. Cette culture musicale ne se contenta pas de propulser la rumba congolaise vers la célébrité, elle créa aussi pour la première fois un sentiment d’identité nationale.Au début des années 1950, tandis que Wendo restait chez Ngoma, Bowane rejoignit le nouveau label de Jéronimidis,[Loningisa. Bowane y devint la principale influence musicale, quittant le devant de la scène pour devenir producteur, auteur, puis propriétaire et impresario du principal night-club de Léopoldville, le Quint. Bowane est resté connu comme le musicien africain le plus prospère de son époque, et aurait été le premier homme noir du Congo belge à posséder une Cadillac.

## Fin de carrière
En 1976, il fonde le label Ryco Jazz et enregistre également son seul album solo, « Double Take – Tala Kaka ».

## Discographie
Albums
- Double Take, Tala Kaka (1976, Ryco Jazz)